# Розелін Фільйон
Розелін Фільйон  (англ. Roseline Filion, 3 липня 1987) — канадська стрибунка у воду, олімпійська медалістка.

## Виступи на Олімпіадах
| Олімпіада   | Дисципліна                | Місце |
| ----------- | ------------------------- | ----- |
| Пекін 2008  | синхронні стрибки з вишки | 7     |
| Лондон 2012 | вишка                     | 10    |
| Лондон 2012 | синхронні стрибки з вишки | 3     |
| Ріо 2016    | синхронні стрибки з вишки | 3     |

## Зовнішні посилання
- Досьє на sport.references.com [Архівовано 26 жовтня 2012 у Wayback Machine.]